# Tam, gdzie spotykają się wszystkie światy
Tam, gdzie spotykają się wszystkie światy: Powrót do krainy dzieciństwa (ang. Beyond the Closet) – powieść obyczajowa amerykańskiego pisarza Williama Whartona.
Pierwsze wyd. polskie: Rebis, 2000, tł. Zbigniew Batko.

## Opis fabuły
Bohater, starszy wiekiem malarz, mieszkający na stałe w Europie, przyjeżdża do miasta swego dzieciństwa Filadelfii. Mieszka, a właściwie jada posiłki i nocuje, w swym starym domu, z wiekową ciotką. Dnie spędza na malowaniu okolic, w których spędził młode lata. Pobyt ten jest dla niego podróżą w krainę dzieciństwa. W trakcie zajęć malarskich poznaje młodą kobietę, mieszkającą w pobliżu. Malarz i dziewczyna poznają się. Delikatność, wrażliwość i mądrość życiowa mężczyzny robią na kobiecie duże wrażenie, do tego stopnia, że zwierza mu się z coraz głębszych sekretów. Stopniowo uświadamia sobie, że zmarnowała swe dotychczasowe życie, bezmyślnie wpadając w koleiny codziennych czynności i dokonując nieskomplikowanych wyborów. Ale może jeszcze nie jest za późno na zmianę. 
To powieść w pewnym sensie pokazująca ten sam grzech, za który był sądzony Józef K., bohater Procesu Franza Kafki, grzech bezrefleksyjności. Monotonii życia codziennego, marnowania posiadanych talentów i umiejętności, nieprzeżywania życia. Kobieta dopiero podczas kontaktu ze starszym, ale żyjącym pełnią życia mężczyzną odkrywa, jak puste jest jej życie.